# ATC (C07)
Jest to część klasyfikacji anatomiczno-terapeutyczno-chemicznej:
- C – Układ sercowo-naczyniowy
  - C 01 – Leki stosowane w chorobach serca
  - C 02 – Leki stosowane w chorobie nadciśnieniowej
  - C 03 – Leki moczopędne
  - C 04 – Leki rozszerzające naczynia obwodowe
  - C 05 – Leki ochraniające ścianę naczyń
  - C 07 – Leki β-adrenolityczne
  - C 08 – Antagonisty kanału wapniowego
  - C 09 – Leki działające na układ renina-angiotensyna
  - C 10 – Leki zmniejszające stężenie lipidów

Obejmuje ona leki β-adrenolityczne:

## C 07 A – Leki β-adrenolityczne
- C 07 AA – Leki β-adrenolityczne nieselektywne
  - C 07 AA 01 – alprenolol
  - C 07 AA 02 – oksprenolol
  - C 07 AA 03 – pindolol
  - C 07 AA 05 – propranolol
  - C 07 AA 06 – tymolol
  - C 07 AA 07 – sotalol
  - C 07 AA 12 – nadolol
  - C 07 AA 14 – mepindolol
  - C 07 AA 15 – karteolol
  - C 07 AA 16 – tertatolol
  - C 07 AA 17 – bopindolol
  - C 07 AA 19 – bupranolol
  - C 07 AA 23 – penbutolol
  - C 07 AA 27 – kloranolol

- C 07 AB – Leki β-adrenolityczne selektywne
  - C 07 AB 01 – praktolol
  - C 07 AB 02 – metoprolol
  - C 07 AB 03 – atenolol
  - C 07 AB 04 – acebutolol
  - C 07 AB 05 – betaksolol
  - C 07 AB 06 – bewantolol
  - C 07 AB 07 – bisoprolol
  - C 07 AB 08 – celiprolol
  - C 07 AB 09 – esmolol
  - C 07 AB 10 – epanolol
  - C 07 AB 11 – esatenolol
  - C 07 AB 12 – nebiwolol
  - C 07 AB 13 – talinolol
  - C 07 AB 14 – landiolol

- C 07 AG – Leki α- i β-adrenolityczne
  - C 07 AG 01 – labetalol
  - C 07 AG 02 – karwedilol

## C 07 B – Leki β-adrenolityczne w połączeniach z tiazydami
- C 07 BA – Leki β-adrenolityczne nieselektywne w połączeniach z tiazydami
  - C 07 BA 02 – oksprenolol w połączeniach z tiazydami
  - C 07 BA 05 – propranolol w połączeniach z tiazydami
  - C 07 BA 06 – tymolol w połączeniach z tiazydami
  - C 07 BA 07 – sotalol w połączeniach z tiazydami
  - C 07 BA 12 – nadolol w połączeniach z tiazydami
  - C 07 BA 68 – metypranolol z tiazydami w połączeniach
- C 07 BB – Leki β-adrenolityczne selektywne w połączeniach z tiazydami
  - C 07 BB 02 – metoprolol w połączeniach z tiazydami
  - C 07 BB 03 – atenolol w połączeniach z tiazydami
  - C 07 BB 04 – acebutolol w połączeniach z tiazydami
  - C 07 BB 06 – bewantolol w połączeniach z tiazydami
  - C 07 BB 07 – bisoprolol w połączeniach z tiazydami
  - C 07 BB 12 – nebiwolol w połączeniach
  - C 07 BB 52 – metoprolol z tiazydami w połączeniach
- C 07 BG – Leki α- i β-adrenolityczne w połączeniach z tiazydami
  - C 07 BG 01 – labetalol w połączeniach z tiazydami

## C 07 C – Leki β-adrenolityczne w połączeniach z innymi lekami moczopędnymi
- C 07 CA – Leki β-adrenolityczne nieselektywne w połączeniach z innymi lekami moczopędnymi
  - C 07 CA 02 – oksprenolol w połączeniach z innymi lekami moczopędnymi
  - C 07 CA 03 – pindolol w połączeniach z innymi lekami moczopędnymi
  - C 07 CA 17 – bopindolol w połączeniach z innymi lekami moczopędnymi
  - C 07 CA 23 – penbutolol w połączeniach z innymi lekami moczopędnymi
- C 07 CB – Leki β-adrenolityczne selektywne w połączeniach z innymi lekami moczopędnymi
  - C 07 CB 02 – metoprolol w połączeniach z innymi lekami moczopędnymi
  - C 07 CB 03 – atenolol w połączeniach z innymi lekami moczopędnymi
  - C 07 CB 53 – atenolol z innymi lekami moczopędnymi w połączeniach
- C 07 CG – Leki α- i β-adrenolityczne w połączeniach z innymi lekami moczopędnymi
  - C 07 CG 01 – labetalol w połączeniach z innymi lekami moczopędnymi

## C 07 D – Leki β-adrenolityczne z tiazydami w połączeniach z innymi lekami moczopędnymi
- C 07 DA – Leki β-adrenolityczne nieselektywne z tiazydami w połączeniach z innymi lekami moczopędnymi
  - C 07 DA 06 – tymolol z tiazydami w połączeniach z innymi lekami moczopędnymi
- C 07 DB – Leki β-adrenolityczne selektywne z tiazydami w połączeniach z innymi lekami moczopędnymi
  - C 07 DB 01 – atenolol z tiazydami w połączeniach z innymi lekami moczopędnymi

## C 07 E – Leki β-adrenolityczne w połączeniach z lekami rozszerzającymi naczynia
- C 07 EA – Leki β-adrenolityczne nieselektywne w połączeniach z lekami rozszerzającymi naczynia
- C 07 EB – Leki β-adrenolityczne selektywne w połączeniach z lekami rozszerzającymi naczynia

## C 07 F – Leki β-adrenolityczne w połączeniach z innymi lekami
- C 07 FB – Leki β-adrenolityczne w połączeniach antagonistami kanału wapniowego
  - C 07 FB 02 – metoprolol i felodypina
  - C 07 FB 03 – atenolol i nifedypina
  - C 07 FB 07 – bisoprolol i amlodypina
  - C 07 FB 12 – nebiwolol i amlodypina
  - C 07 FB 13 – metoprolol i amlodypina
- C 07 FX – Leki β-adrenolityczne nieselektywne w połączeniach z innymi lekami
  - C 07 FX 01 – propranolol w połączeniach
  - C 07 FX 02 – sotalol i kwas acetylosalicylowy
  - C 07 FX 03 – metoprolol i kwas acetylosalicylowy
  - C 07 FX 04 – bisoprolol i kwas acetylosalicylowy
  - C 07 FX 05 – metoprolol i iwabradyna
  - C 07 FX 06 – karwedilol i iwabradyna